# 사이카와 아이
사이카와 아이(일본어: 斉川あい, 1985년 6월 6일 ~ )는 일본의 배우, 모델이다.

## 경력
2005년 10월 꽃보다 남자로 데뷔하였다. 그 후도 텔레비전이나 잡지에 계속 출연하고, 2006년에 울트라맨 메비우스에서 여성 대원 카자마 마리나 역을 맡았다. 2008년 10월 5일 자신의 블로그에서 소속사에서 이적한 것을 발표하였다. 은퇴 후 동물 병원에 근무하고 있다.